# Baniewice
Baniewice (niem. Marienthal) – wieś w Polsce położona w województwie zachodniopomorskim, w powiecie gryfińskim, w gminie Banie, przy drodze wojewódzkiej nr 122.
W 2003 wieś zamieszkiwało 541 mieszkańców.
W latach 1975–1998 miejscowość administracyjnie należała do województwa szczecińskiego.

## Historia
Duża wieś o typowo rolniczym charakterze z dobrze zachowanym planem ulicówki, położona w odległości 4 km na południowy zachód od Bań. Osadę założyli templariusze kolonizujący Ziemię Bańską podarowaną im przez księcia zachodniopomorskiego Barnima I w grudniu 1235. Wzmiankowana była po raz pierwszy w 1303 jako wieś wchodząca w skład Ziemi Bańskiej, będącej własnością Zakonu Templariuszy, a później Zakonu joannitów, przy okazji nadań lennych. Nazwę miejscowości zapisywano różnie: 1303 Mariendale, 1327 Mergendale, 1345 Margendale, 1420 Mariendall, 1493 Mergendal, 1484 Margendael, 1487 Mariendahl, 1528 Maryendal, do 1945 Marienthal. Podczas wojny trzydziestoletniej wieś została częściowo zniszczona. Na przestrzeni wieków zabudowę wielokrotnie niszczyły pożary: 1862, 1875, 1880, 1881, 1934. Mimo tych przeciwności wieś rozwijała się dynamicznie. Podczas spisu dokonanego w 1913 wieś liczyła 768 mieszkańców. Na początku XX wieku rozbudowano szkołę i dom nauczyciela. Obecna nazwa wsi nawiązuje do wzgórza Banzniz wspomnianego w dokumencie z 1235 określającego granicę Ziemi Bańskiej.
W 1972 Baniewice uznano za miejscowość zapowietrzoną wścieklizną, zabraniając kontaktowania się z podejrzanymi zwierzętami oraz trzymania w stanie wolnym psów i kotów.
We wsi był przystanek kolejowy Baniewice.

## Zabytki
Kościół wybudowano pod koniec XIII wieku. Pod 1484 wymieniony został ostatni katolicki proboszcz – Frentze Konow. Podczas wizytacji w 1603 w spisie inwentaryzacyjnym wymieniono między innymi patenę z krzyżem joannickim i srebrny gotycki kielich z końca XV wieku z napisem J. Maria. W XVII wieku kościół częściowo rozbudowano, a w 1851 gruntownie przebudowano – wybudowano wieżę, przemurowano okna i otynkowano zewnętrzne elewacje. Jest to świątynia orientowana, na planie prostokąta, bez wydzielonego prezbiterium. Podczas działań wojennych częściowo zniszczony i nieużytkowany ulegał stopniowej dewastacji. Odbudowany w 1977, poświęcony 10 grudnia 1977.
Kościół filialny pw. Najświętszego Serca Pana Jezusa z 2 poł. XIII w., gotycki, wraz z cmentarzem otoczonym murem kamienno-ceglanym z bramkami z XVI w. stanowią obiekt zabytkowy wpisany do Rejestru Zabytków pod nr rej. 107 z 2.07.1956 r.
W Baniewicach znajdują się trzy ośrodki wypoczynkowe. Nad samym jeziorem znajduje się ośrodek Dolnej Odry, tuż obok, ośrodek wypoczynkowy „Gryfia”, a nieco dalej położone są domki ośrodka wypoczynkowego „Leśna Polana”.

## Winnica Turnau
W Baniewicach znajduje się największa w województwie zachodniopomorskim winnica o powierzchni ok. 34 ha. Jednym z jej właścicieli jest Grzegorz Turnau.